# Wang Xiansheng
Wang Xiansheng, (xinès simplificat: 王先生, pinyin: Wang Xiānshēng, literalment 'Senyor Wang', en anglés: Mr. Wang) és una sèrie de manhua creada per Ye Qianyu, apareguda al primer número de la revista Shanghai Manhua, el 1928. Es publicava en l'última pàgina de la revista. Inicialment es titulava gent de Xangai, però prompte canvià de nom.
Inspirada en el nord-americà Bringing Up Father, Wang Xiansheng tenia un caràcter costumista i reflectia la vida diària del medi urbà, convertint-se en una de les historietes més famoses de la Xina. Estava protagonitzada pel senyor Wang i el seu acompanyant, Xiao Chen, que el 1936 tingué sèrie pròpia.
S'ambientava en Xangai, però el 1932 hi hagué una etapa ambientada en Nanjing, on es criticà l'administració de la República de la Xina. El 1934 s'estrenà la primera d'onze pel·lícules inspirades en el personatge, algunes de les quals es rodaren a Hong Kong a la dècada del 1950. També hi hagué una versió en Lianhuanhua, dibuixada per Zhou Yunfang, i una novel·la.
A finals de la dècada del 1960, es publicà a Hong Kong una nova revista amb historietes inspirades en el personatge, dibuixat per Mak Man Chung. El clàssic del còmic de Hong Kong Old Master Q, també està inspirat en Wang Xiangsheng.